# Grisselklippan
Grisselklippan is een Zweedse zandbank behorend tot de Lule-archipel. Het eiland ligt ten noorden van het Trutören. Het behoort tot de eilanden rondom Hindersön. Het eiland heeft geen oeververbinding en is onbebouwd.